# Neoneura carnatica
Neoneura carnatica är en trollsländeart som beskrevs av Selys 1886. Neoneura carnatica ingår i släktet Neoneura och familjen Protoneuridae. IUCN kategoriserar arten globalt som otillräckligt studerad. Inga underarter finns listade i Catalogue of Life.